# Dunganer

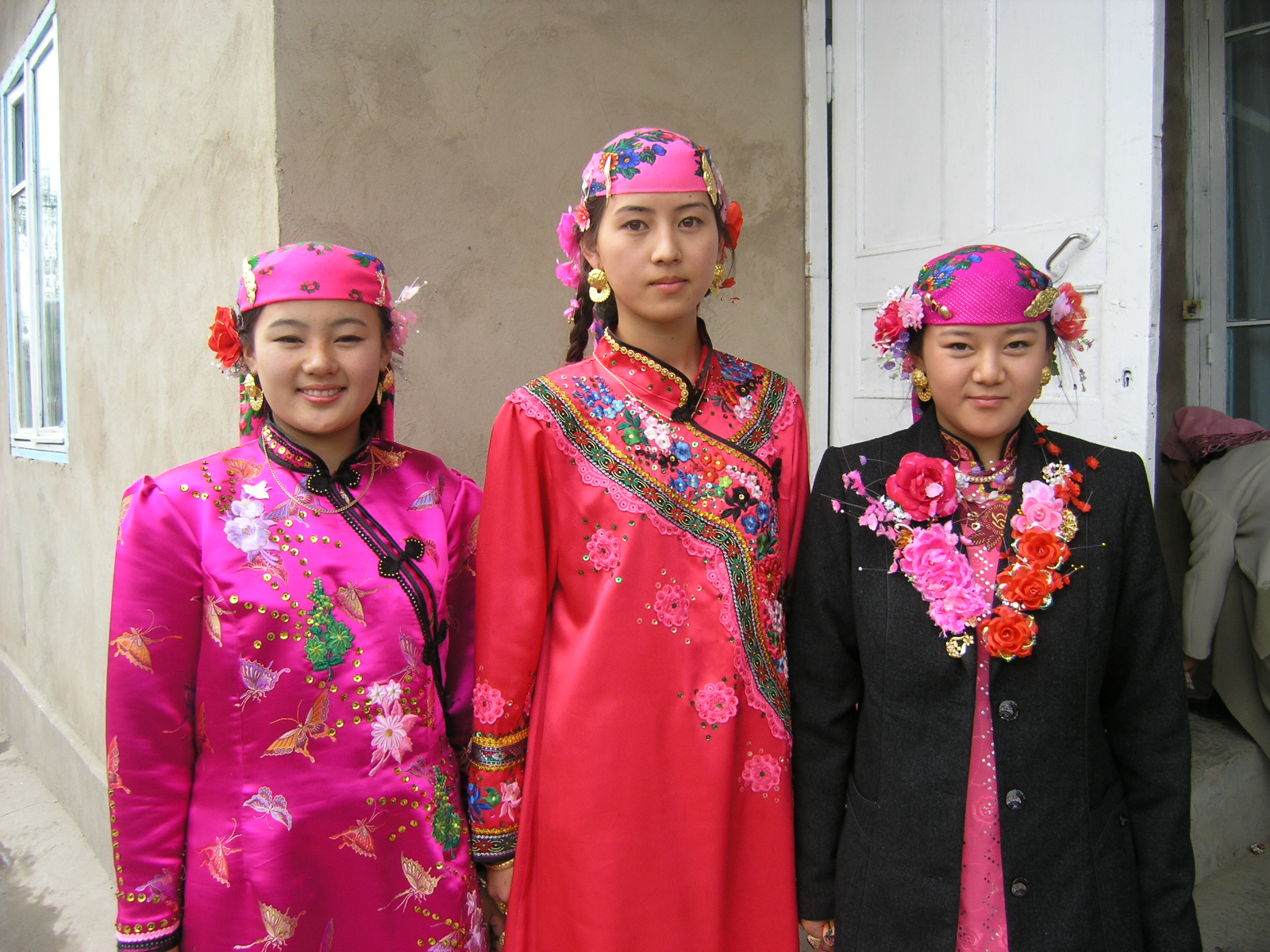
Dunganiska kvinnor i Kazakstan

Dunganer (kinesiska: 東干族, pinyin: dōng gān zú; ryska: Дунгане) är en muslimsk-kinesisk minoritet som huvudsakligen lever i de centralasiatiska efterföljarstaterna till Sovjetunionen. Deras språk, dunganiska (東干語), är en kinesisk dialekt. De två huvudsakliga varianterna är Gansu- och Shaanxi-dialekterna. Det finns omkring 110 000 dunganer i världen.

## Ursprung
Namnet "dunganer" var ursprungligen ett exonym som användes för att beteckna alla hui-kineser. Idag används det framför allt för att beskriva hui som bor utanför Kinas nuvarande gränser, i Centralasien. Dunganerna bor främst i Kirgizistan och Kazakstan, med mindre minoriteter i Uzbekistan och Ryssland. Deras förfäder var hui-kineser som flydde från Kina under Dunganrevolterna på 1870- och 1880-talen.

### Dunganupproren
Åren 1818, 1834–1840 och 1855–1873 (den så kallade Panthay-upproret) reste sig muslimerna i Yunnan mot Qingdynastin. Dessa uppror, som hade sitt ursprung i ekonomisk rivalitet mellan han-kineser och muslimska arbetare, slogs ner blodigt och resulterade i att över en miljon människor miste livet.
Mellan 1862 och 1877 ägde det så kallade Dunganupproret (1862–1877) rum, där hui gjorde uppror mot Qingstyret i provinserna Shaanxi, Gansu och Xinjiang. Dessa uppror sammanföll med Jakub Begs uppror i Kashgar. Undertryckandet av dessa tillfälligt självständiga områden beräknas ha lett till cirka 10 miljoner dödsfall. Under de följande decennierna emigrerade många muslimer till det Ryska imperiet.
Undertryckandet av upproren bidrog också till att öka tendensen bland hui och dunganer att bo i separata kvarter och att ägna sig åt yrken som var typiska för dessa etniska grupper.

## Språk och skrift
De flesta dunganer talar fortfarande dunganiska som modersmål och ryska som andraspråk. Dunganiska tillhör de sino-tibetanska språken och liknar nordkinesiska dialekter som mandarin. Det är dock unikt eftersom det sedan 1953 skrivs med kyrilliska alfabetet. Tidigare användes arabiska alfabetet och ibland även latinska alfabetet.